# Verwaltungsgerichtsbarkeit (Deutschland)
Die Verwaltungsgerichtsbarkeit ist der Zweig der deutschen Gerichtsbarkeit, der der gerichtlichen Kontrolle des Handelns der öffentlichen Verwaltung dient. Die auf der Grundlage von Art. 95 des Grundgesetzes eingerichteten Verwaltungsgerichte gewährleisten in ihrem Zuständigkeitsbereich die von Art. 19 Abs. 4 GG verlangte Überprüfbarkeit sämtlicher öffentlicher Akte. In erster Instanz sind die Verwaltungsgerichte zuständig (§ 45 VwGO). Da im 17. Jahrhundert die Verwaltungsgerichte nicht mit unabhängigen Richtern, sondern mit Beamten besetzt waren, hat sich die historische Bezeichnung außerordentliche Gerichtsbarkeit erhalten. Diese Unterscheidung hat jedoch keine Bedeutung mehr, da Art. 92, 97 GG jede Rechtsprechung persönlich und sachlich unabhängigen Richtern zuweist.

Gerichtsorganisation in Deutschland (Makroebene)

## Zuständigkeit
Zuständig sind die Verwaltungsgerichte für die öffentlich-rechtlichen Streitigkeiten nicht verfassungsrechtlicher Art (§ 40 Abs. 1 Satz 1 VwGO). Die Abgrenzung zu den Zivilgerichten der ordentlichen Gerichtsbarkeit und zu der Sozialgerichtsbarkeit ist teilweise recht kompliziert und auch umstritten. Daneben existiert für steuerrechtliche Streitigkeiten die Finanzgerichtsbarkeit.

## Aufbau
Die Verwaltungsgerichtsbarkeit ist dreistufig aufgebaut. Für die meisten verwaltungsgerichtlichen Verfahren ist als erste Instanz das Verwaltungsgericht zuständig. Berufungs- und Beschwerdeinstanz der Verwaltungsgerichte sind die Oberverwaltungsgerichte (OVG) bzw. Verwaltungsgerichtshöfe (VGH) der Bundesländer. Jedes Bundesland hat mittlerweile ein OVG oder einen VGH, das oder der – außer in Bayern, Sachsen-Anhalt und den Stadtstaaten – seinen Sitz nicht in der Landeshauptstadt hat, um die Unabhängigkeit von der Verwaltung auch räumlich zu verdeutlichen (zur Liste der Sitze siehe Oberverwaltungsgericht). Schleswig-Holstein etwa hat erst 1991 ein eigenes OVG eingerichtet; bis dahin war das OVG Lüneburg in Niedersachsen gem. § 3 Abs. 2 VwGO auch für das Land Schleswig-Holstein zuständig.
Die Oberverwaltungsgerichte sind bei Normenkontrollverfahren über Satzungen und Rechtsverordnungen (§ 47 VwGO), bei landesbehördlichen Vereinsverboten und der Zulassung bestimmter Infrastrukturvorhaben (§ 48 VwGO) als erste Instanz berufen.
Revisions- und Rechtsbeschwerdeinstanz ist das Bundesverwaltungsgericht mit Sitz in Leipzig. Auch dem Bundesverwaltungsgericht hat der Gesetzgeber in bestimmten Fällen eine erstinstanzliche Zuständigkeit zugewiesen (§ 50 VwGO); unter anderem für öffentlich-rechtliche nicht-verfassungsrechtliche Bund-Länder-Streitigkeiten, Vereinsverbote durch den Bundesinnenminister oder die Zulassung bestimmter Infrastrukturvorhaben. Das Bundesverwaltungsgericht ist in diesen Fällen gleichzeitig erst- und letztinstanzlich zuständig.

## Geschichte
Im mittelalterlichen Recht wurde obrigkeitliches Handeln in der Regel gewohnheitsrechtlich begrenzt. Ab dem Spätmittelalter, besonders mit dem Reichstag zu Worms und der Gründung des ständischen Reichskammergerichts 1495 und des kaiserlich besetzten Reichshofrats 1497/98 entwickelten sich erste Formen der Verwaltungsgerichtsbarkeit (→ Untertanenprozess).
Im aufgeklärten Absolutismus wurde bei der Staatstätigkeit zwischen der hoheitlichen Funktion und dem Staat als Wirtschaftssubjekt (Fiskus) unterschieden. Wurde der Staat wirtschaftlich tätig, bewegte er sich auf Augenhöhe mit den Untertanen und unterwarf sich der ordentlichen Gerichtsbarkeit.
Mit dem Untergang des Heiligen Römischen Reiches und dem Wiener Kongress war der Prozess des Übergangs vom Personenverbandsstaat zum institutionellen Flächenstaat auch rechtstheoretisch abgeschlossen und die Ausgestaltung des Rechts lag in der Souveränität des Landesherren. Liberale Rechtstheoretiker wie Mittermaier, Pfeiffer und Jordan plädierten für einen Justitzstaat, der sich vor ordentlichen Gerichten verantworten müsse. Stattdessen setzte sich die Administrativjustitz durch, die theoretisch die Gewaltenteilung zwischen Rechtssprechung und Verwaltung durchsetzte und Verwaltungshandeln in die alleinige Zuständigkeit der Exekutive unter dem Souverän legte. Die als „Verwaltungsgerichte“ bezeichneten Dienststellen waren besondere Abteilungen von Behörden. Kontrolleure und Kontrollierte unterstanden den gleichen Aufsichtsbehörden, so dass unabhängige Gerichte nicht bestanden. Als voll justiziabel wurde neben den Tätigkeiten des Staates als Fiskus auch das Entschädigungswesen bei Enteignungen betrachtet, welches in Ermangelung unabhängiger Verwaltungsgerichte deshalb den ordentlichen Gerichten zugewiesen war. Diese geschichtliche Entwicklung hat zur Folge, dass bis heute das Staatshaftungsrecht der Verwaltungsgerichtsbarkeit entzogen ist und durch die ordentlichen Gerichten entschieden wird. Die Verfassung der Frankfurter Nationalversammlung von 1848/49 forderte ein Ende der „Verwaltungsrechtspflege“ (Artikel X § 182 Abs. 1). Damit sollte die Verwaltungsrechtspflege von der ordentlichen Gerichtsbarkeit und nicht mehr von der Administrativjustiz (manchmal auch als Kameraljustiz bezeichnet) wahrgenommen werden.

### Kaiserreich und Weimarer Republik
Der erste deutsche Verwaltungsgerichtshof wurde durch Gesetz vom 5. Oktober 1863 im Großherzogtum Baden errichtet. Das preußische Oberverwaltungsgericht wurde mit dem preußischen Verwaltungsgerichtsgesetz vom 3. Juli 1875 errichtet. 1875 wurde auch im Großherzogtum Hessen die Verwaltungsgerichtsbarkeit eingeführt, 1876 im Königreich Württemberg und 1879 im Königreich Bayern. Die übrigen Einzelstaaten des Deutschen Reichs gründeten ihre OVGe oder VGHe später – die letzten, zu denen Hamburg, Bremen, Mecklenburg-Schwerin und Mecklenburg-Strelitz gehörten, allerdings erst in der Weimarer Republik. Die Unterinstanz (also die heutigen Verwaltungsgerichte) gab es nicht. Auch ein Verwaltungsgerichtshof mit reichsweiter Zuständigkeit existierte nicht. Hamburg war das erste Land, das 1921 sowohl Verwaltungsgericht als auch Oberverwaltungsgericht nach Art. 107 der Weimarer Reichsverfassung eingerichtet hatte. In den übrigen Ländern wurde nur langsam dieser programmatische Ansatz verwirklicht. Bremen richtete z. B. erst mit Gesetz vom 14. September 1933 ein Oberverwaltungsgericht ein.

### Nationalsozialismus
An eine unabhängige Verwaltungsgerichtsbarkeit war in der Zeit des Nationalsozialismus nicht zu denken. Mit Führererlass vom 28. August 1939 wurde „an die Stelle der Anfechtung einer Verfügung im verwaltungsgerichtlichen Verfahren […] die Anfechtung im Beschwerdewege bei der vorgesetzten Behörde oder der Aufsichtsbehörde“ gesetzt. „Die Beschwerdebehörde [konnte] im Hinblick auf die grundsätzliche Bedeutung oder die besonderen Umstände des Einzelfalls statt der Beschwerde das verwaltungsgerichtliche Verfahren zulassen.“ Am 3. April 1941 wurde ein Reichsverwaltungsgericht durch weiteren Führererlass errichtet. Dieses sollte „die Verwaltung durch Vereinigung oberster Verwaltungsgerichte vereinfachen und damit zugleich die zumal in Kriegszeiten gebotenen Ersparnisse an Personal und Verwaltungskosten erzielen“. Dazu wurden das Preußische Oberverwaltungsgericht, der Reichsdienststrafhof, das Reichswirtschaftsgericht, der Verwaltungsgerichtshof in Wien, die Oberste Spruchstelle für Umlegungen, die Oberste Spruchbehörde für Wasser- und Bodenverbände, das Entschädigungsgericht und das Reichskriegsschädenamt zum Reichsverwaltungsgericht als „oberste Spruchbehörde der Verwaltungsgerichtsbarkeit“ vereinigt. 1944 wurde die Verwaltungsgerichtsbarkeit generell abgeschafft.
Nach dem Zweiten Weltkrieg wurde mit dem Kontrollratsgesetz 36 die Wiedererrichtung der Verwaltungsgerichte beschlossen.

### Sowjetisch besetzte Zone / Deutsche Demokratische Republik
Während dieser Prozess in den Westzonen anlief, geschah dies in der SBZ nur zögernd. Zwar hatte die sowjetische Militäradministration in Folge des Kontrollratsgesetzes Nr. 46 am 8. Juli 1947 den Befehl 173 erlassen, in den Ländern der SBZ Verwaltungsgerichte neu zu schaffen. Jedoch hielt die SED nicht nur die Gewaltentrennung, sondern auch eine unabhängige Kontrolle des Verwaltungshandelns für eine „Waffe der Reaktion“ und in einer sozialistischen Gesellschaft ohne Interessengegensätze für überflüssig. Dennoch war in der Verfassung der Deutschen Demokratischen Republik von 1949 in Art. 138 I und allen fünf Landesverfassungen der SBZ die Institution von Verwaltungsgerichten vorgesehen. Im Hinblick auf die interalliierte Übereinkunft drängte die SMAD zu einer Umsetzung dieses Verfassungsaufträge. Es kam jedoch nur in Thüringen, Brandenburg und Mecklenburg zu der Einrichtung eines Verwaltungsgerichtes. Die bereits eingesetzten Verwaltungsgerichte wurden in der DDR mit der Umwandlung der Länder in Bezirke 1952 wieder abgeschafft. Das Gesetz über die Bearbeitung der Eingaben der Bürger sah lediglich eine informelle Konfliktbewältigung durch Petitionen vor.

### Westzonen / Bundesrepublik
Nach 1946 wurde die Verwaltungsgerichtsbarkeit in der Britischen Besatzungszone durch Verordnung der britischen Militärregierung, in den anderen Ländern durch Ländergesetze, hinsichtlich der Gerichtsverfassung, des Verfahrens und besonders hinsichtlich der Zulässigkeit des Verwaltungsrechtsweges auf eine völlig neue Grundlage gestellt. Nach Inkrafttreten des Grundgesetzes für die Bundesrepublik Deutschland wurde eine unabhängige, dreistufige Verwaltungsgerichtsbarkeit wiedererrichtet. Im Jahre 1952 konstituierten sich das Bundesverwaltungsgericht und der Bund Deutscher Verwaltungsrichter (BDVR). Erst 1960 trat die Verwaltungsgerichtsordnung in Kraft, die die Verwaltungsgerichtsbarkeit in der Bundesrepublik einheitlich regelte. Die entscheidende Neuerung gegenüber den Zeiten der Weimarer Republik bestand in der verwaltungsgerichtlichen Allzuständigkeit bei öffentlich-rechtlichen Streitigkeiten nichtverfassungsrechtlicher Art (§ 40 VwGO). Der Verwaltungsrechtsweg war nun nicht mehr an die Verwirklichung enumerativ aufgezählter Eröffnungstatbestände gekoppelt, welche in der Regel einen förmlichen Verwaltungsakt voraussetzten, so dass auch tatsächliches Verwaltungshandeln einer verwaltungsgerichtlichen Überprüfung zugänglich wurde.

## Rechtsfindung
In verwaltungsgerichtlichen Verfahren gilt in Deutschland der Amtsermittlungsgrundsatz (hier Ermittlungsgrundsatz genannt, § 86 VwGO, § 76 FGO, § 103 SGG).
Das verwaltungsgerichtliche Verfahren ist grundsätzlich kostenpflichtig. Nach § 188 VwGO gelten jedoch einige Ausnahmen: in Verfahren der Jugendhilfe nach dem SGB VIII, in Verfahren der Ausbildungsförderung nach dem BAföG und dem AFBG, in Verfahren der Kriegsopferfürsorge und der Schwerbehindertenfürsorge und in sonstigen Verfahren der Fürsorge (z. B. Befreiung von der Rundfunkbeitragspflicht bei Beziehern von Sozialleistungen, Wohngeldverfahren, umstritten bei Verfahren über die Unterbringung von Obdachlosen in eine Notunterkunft) werden keine Gebühren und Auslagen erhoben.